# 吉恩德
吉恩德（Jind），是印度哈里亚纳邦Jind县的一个城镇。总人口136089（2001年）。
在英属印度时期，该城是吉恩德土邦的首府。

## 人口
该地2001年总人口136089人，其中男性73557人，女性62532人；0—6岁人口18519人，其中男10438人，女8081人；识字率68.65%，其中男性为75.26%，女性为60.87%。